# Handorf
Handorf er en kommune i den nordvestlige del af Landkreis Lüneburg i den tyske delstat Niedersachsen, og er en del af Samtgemeinde Bardowick.
Handorf ligger mellem Lüneburg og Hamburg og er den tredjestørste by i Samtgemeinde Bardowick. Floden Ilmenau løber gennem den nordlige del af kommunen.